# Whitewater (Kansas)
Whitewater is een plaats (city) in de Amerikaanse staat Kansas, en valt bestuurlijk gezien onder Butler County.

## Demografie
Bij de volkstelling in 2000 werd het aantal inwoners vastgesteld op 653.
In 2006 is het aantal inwoners door het United States Census Bureau geschat op 641, een daling van 12 (-1,8%).

## Geografie
Volgens het United States Census Bureau beslaat de plaats een oppervlakte van
0,9 km², geheel bestaande uit land. Whitewater ligt op ongeveer 418 m boven zeeniveau.

## Plaatsen in de nabije omgeving
De onderstaande figuur toont nabijgelegen plaatsen in een straal van 20 km rond Whitewater.